# Початкова школа «Ебботт»
«Початкова школа „Ебботт“» (англ. Abbott Elementary) — американський ситком у жанрі мокьюментарі, прем'єра якого відбулася 7 грудня 2021 року на американському телеканалі ABC.

## Сюжет
Серіал розповідає про вчительку початкових класів Джанін Тігс, що залишається ідеалісткою незважаючи на обставини.

## В ролях

### Основний склад
- Квінта Брансон — Джанін Тігс[1]
- Тайлер Джеймс Вільямс — Грег[1]
- Джанелл Джеймс — Ава[1]
- Кріс Перфетті — Джейкоб[1]
- Ліза Енн Волтер — Мелісса[1]
- Шеріл Лі Ральф — Барбара[1]

### Другорядний склад
- Вільям Стенфорд Девіс[2]

## Огляд сезонів
| Сезон | Сезон | Епізоди | Дата показу     | Дата показу    | Рейтинг Нільсона | Рейтинг Нільсона       |
| Сезон | Сезон | Епізоди | Прем'єра        | Фінал          | Ранк             | Глядачі США (Мільйони) |
| ----- | ----- | ------- | --------------- | -------------- | ---------------- | ---------------------- |
|       | 1     | 13      | 7 грудня 2021   | 12 квітня 2022 | 66               | 3.84                   |
|       | 2     | 22      | 21 вересня 2022 | В очікуванні   |                  |                        |

## Виробництво

### Розробка
14 березня 2022 року телеканал ABC продовжив телесеріал на другий сезон.

### Відгуки критиків
Має 100 % рейтинг на сайті Rotten Tomatoes, заснований на рецензіях 26 критиків. Критик Entertainment Weekly Крістен Болдуін поставила серіалу оцінку А-, написавши, що це хороший серіал і відзначивши при цьому чудовий акторський склад.